# Jonathan Arnott

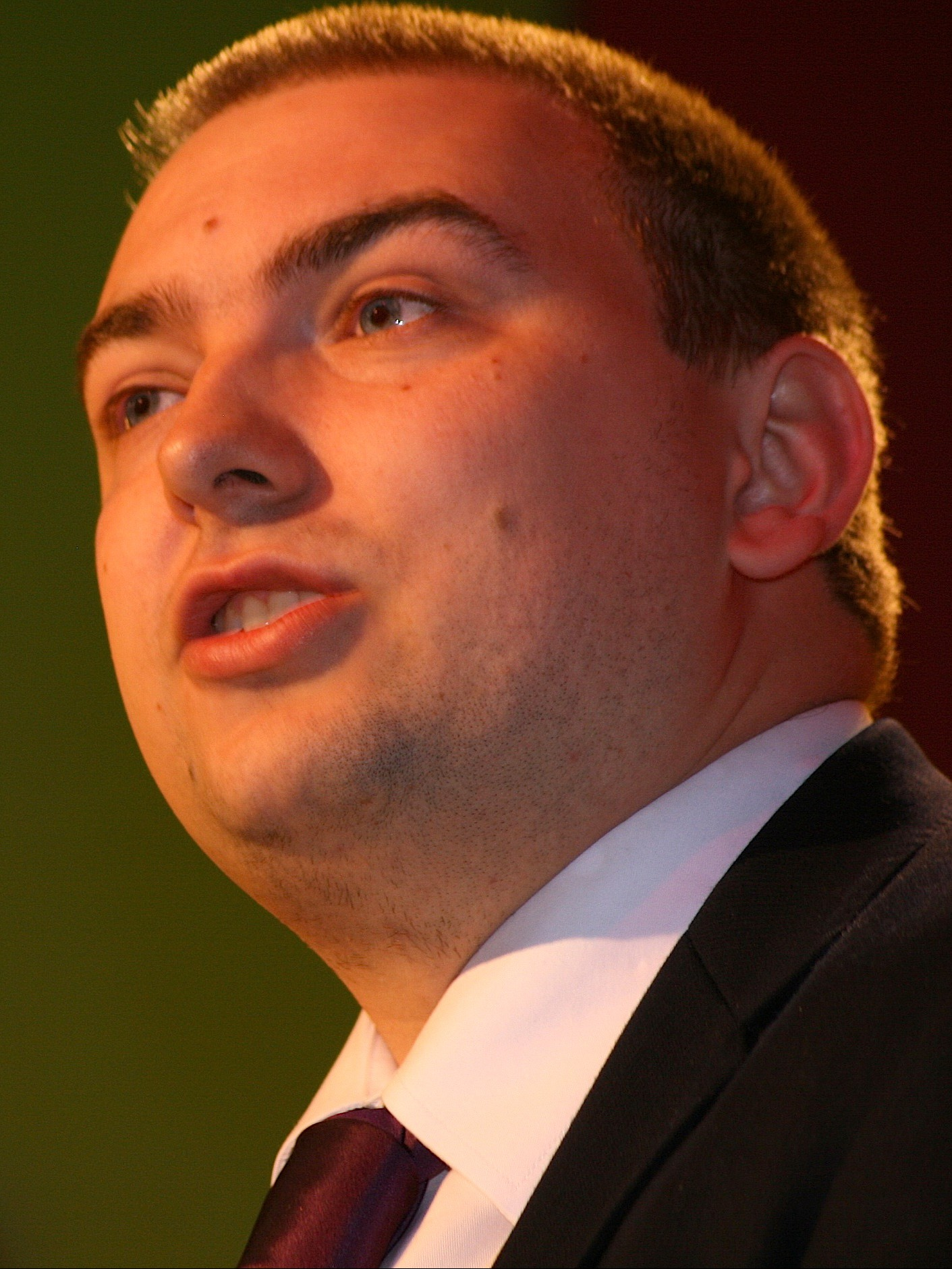
Jonathan Arnott (2009)

Jonathan Arnott (* 12. Januar 1981 in Sheffield, South Yorkshire) ist ein englischer Politiker (ehemals UKIP) und Schachspieler. Er gehört seit 2014 der Fraktion Europa der Freiheit und der direkten Demokratie des Europäischen Parlaments an.

## Leben
Arnott begann mit 15 Jahren an der University of Sheffield Mathematik zu studieren. Er schloss sein Studium mit dem Master of Mathematics ab. Danach war er zunächst als Mathematiklehrer tätig. Arnott ist verheiratet.

## Politik
Im Jahr 2008 wurde Arnott als Nachfolger von Geoffrey Kingscott Generalsekretär der UKIP. Im Jahr 2014 wurde er Abgeordneter im Europäischen Parlament. Dort gehört er dem Haushaltsausschuss und dem Haushaltskontrollausschuss an.
Anfang 2018 verließ Arnott die Partei, da er mit der Parteiführung und der Ausrichtung der Partei nicht mehr einverstanden war.

## Sport
Privat befasst sich Arnott mit Spielen wie Schach und Stratego. Er nahm zweimal an der Stratego-Weltmeisterschaft teil und war dabei 2012 Mitglied des britischen Teams, welches die Bronze-Medaille gewinnen konnte.
Im Schachsport trägt er den Titel Candidate Master (CM). Seine höchste Elo-Zahl war 2191 von November 2011 bis Juni 2012. In der höchsten britischen Liga, der Four Nations Chess League (4NCL), spielte er in der Saison 2010/11 für White Rose Chess. Mit White Rose nahm er an den European Club Cups 2010 und 2011 teil.